# سارپدون

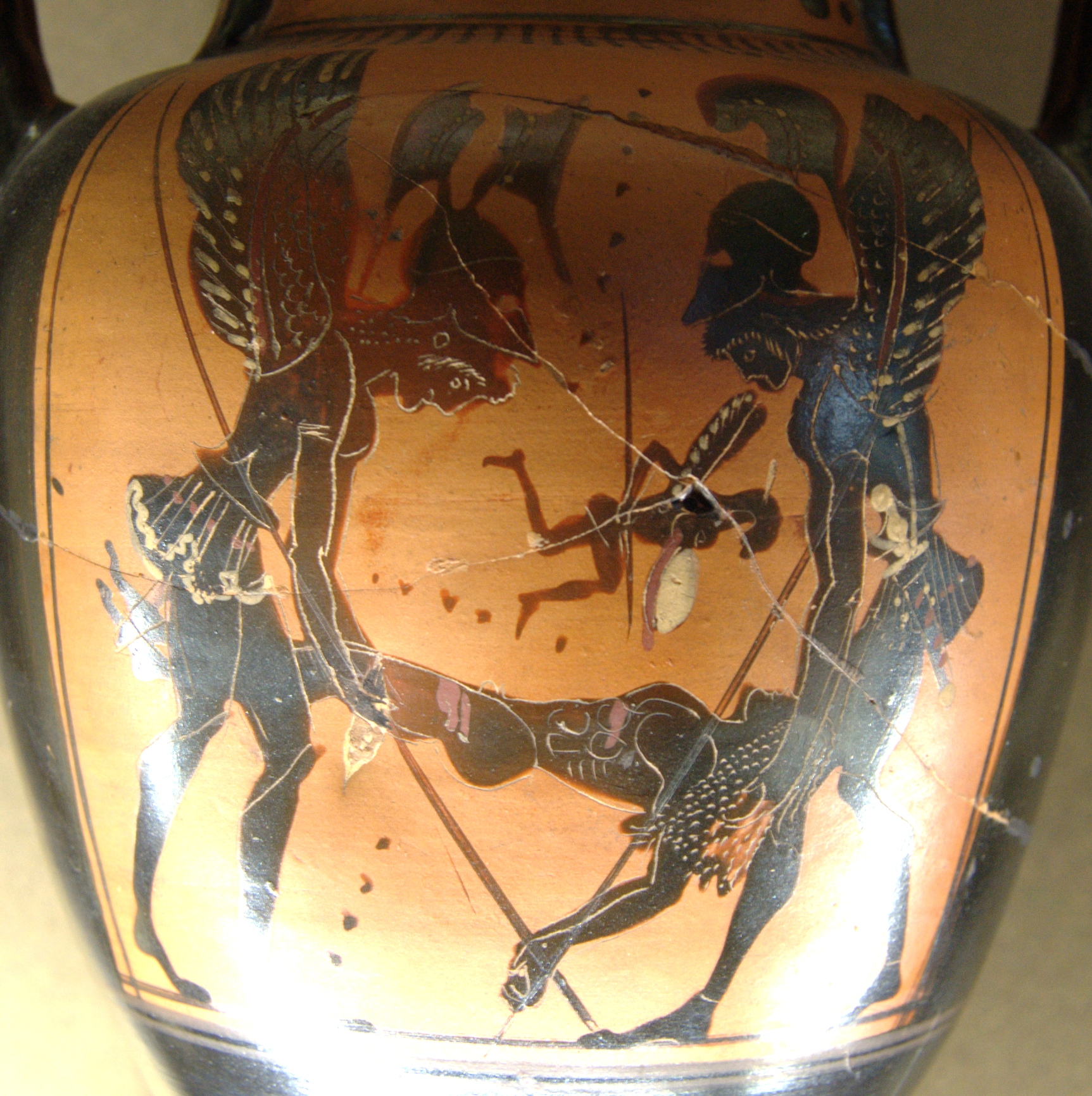
مرگ سارپدون بر روی یک سرامیک آتیک، موزه لوور

سارپدون (به یونانی: Σαρπηδών) در اسطوره‌های یونانی نام سه شخصیت مختلف می‌باشد:
1. سارپدون نخست پسر زئوس و ائوروپه و برادر مینوس و رادامانت است. شاه آستریون او را بر سر کار آورد و برادرش مینوس تبعیدش نمود. او لیکیه را گشود و بر آن سامان فرمان‌روایی نمود.
2. سارپدون دوم پسر زئوس و لائودامی-دختر بلروفون- و پادشاه لیکیه بود. در جریان جنگ تروا او به پشتیبانی تروآ با یونانی‌ها جنگید و یکی از مهمترین هم‌پیمانان آنان و قهرمانان این شهر شد. سیارک سارپدون ۲۲۲۳ به افتخار او نام‌گذاری شده‌است.
3. سارپدون سوم پسر تراکی‌های پوزیدون و اپونیم از شهر سارپدونیاست. او بر خلاف دو سارپدون پیشین قهرمان نیست، ولی گستاخ است و به دست هرکول کشته می‌شود. او برادر پولتیس شاه انز بود.